# Eastern Europe Music Convention
Die Eastern Europe Music Convention kurz EEMC war die erste und einzige Musikmesse in Osteuropa.
Während der Zeit der sogenannten „Weißen Nächte“ fand die EEMC 2006 zum zweiten Mal in St. Petersburg, Russland statt.
Austragungsort war am 2. und 3. Juni 2006 die sogenannte „Manege“ im Stadtzentrum von St. Petersburg. Die „Manege“ liegt direkt neben der Herimitage und in direkter Nähe zum Nevsky Prospekt.
Die EEMC war eine Fachmesse und richtete sich an Fachbesucher der ganzen Welt, die in der Musikbranche tätig sind. Dabei spielte die Musikrichtung (z. B. Dance, Hip-Hop, R'nB, Klassik)
keine Rolle. Jeder war willkommen, Labels, Vertriebe, Verleger, Radiostationen, DJs, Sänger/-innen und so weiter.
Ziel der Messe war es, die bislang wenig entwickelte Zusammenarbeit zwischen westeuropäischen und osteuropäischen Firmen der Musikbranche weiter zu stärken. Mit der EEMC sollte den internationalen Teilnehmern die Gelegenheit gegeben werden, die osteuropäische Musikindustrie besser kennenzulernen und durch direkte Kontakte neue Partnerschaften für die Zukunft zu knüpfen.
Auf der EEMC sollte es neben den Messeständen der Veranstalter ebenfalls verschiedene begleitende Veranstaltungen wie Vorträge, Seminare, Diskussionsrunden und natürlich auch Partys und Konzerte geben. Hierdurch sollte den Teilnehmern ein optimaler Rahmen für ihre Geschäftsgespräche geboten werden.
Aufgrund der tendenziell schlechten Aussichten, der schwierigen Situation der russischen und internationalen Musikwirtschaft, wurde die dritte Ausgabe der Messe vorzeitig abgesagt.

## Andere Musikmessen
- Midem, Musikmesse in Cannes
- Popkomm, deutsche Musikmesse in Berlin